# Ministero (Italia)
Il ministero è, nell'ordinamento Italiano, la struttura di vertice dell'Amministrazione statale preposta ad amministrare un determinato settore della pubblica amministrazione.

## Storia

### Il modello cavouriano dei ministeri
Con la legge 23 marzo 1853, n. 1483, nel Regno di Sardegna fu attuata una riorganizzazione dell'amministrazione centrale che introdusse un modello ministeriale unitario e gerarchico, poi esteso al nuovo Regno d'Italia dopo il 1861. L'articolo 1 dispose la concentrazione dell'amministrazione centrale nei ministeri, mentre gli articoli successivi definirono struttura, responsabilità e contabilità dello Stato, in coerenza con lo Statuto Albertino.
La riforma si fondava su due direttrici: responsabilità politica dei ministri e uniformità amministrativa. La prima rafforzò il rapporto fiduciario tra governo e rappresentanza politica; la seconda perseguì omogeneità di assetti e prassi nei dicasteri, favorendo una rapida integrazione delle amministrazioni degli ex Stati preunitari secondo un processo di piemontesizzazione. La letteratura giuridico-istituzionale segnala la continuità di questo assetto fino alla fine del XIX secolo.
Sul piano organizzativo interno, i ministeri furono modellati secondo una gerarchia piramidale che prevedeva, tra gli altri, segretario generale, direttori generali, capi divisione e capi ufficio, con una ripartizione chiara delle competenze e dei procedimenti. Il disegno complessivo mirava a disciplinare l'attività amministrativa con criteri di uniformità, responsabilizzazione dei vertici politici e controllo contabile centralizzato.
Il modello cavouriano costituì la base dell'ordinamento ministeriale postunitario, assicurando coerenza regolatoria tra i dicasteri e un presidio stabile della responsabilità politica. La sua impronta centralistica fu progressivamente ricalibrata solo in età successiva, con la crescita della dirigenza amministrativa professionale e con riforme che intervennero sulle relazioni tra indirizzo politico e amministrazione.

### L'epoca fascista
Con il regime di Benito Mussolini, l'assetto ministeriale subì profonde trasformazioni, dovute sia alla volontà di accentrare il potere decisionale sia a esigenze economiche e militari, specialmente in vista della partecipazione a conflitti internazionali. La legge 24 dicembre 1925, n. 2263 attribuì al Capo del Governo il potere di dirigere e coordinare l'azione dei ministri e di proporre con regio decreto il numero, la costituzione e le attribuzioni dei ministeri, segnando una netta rottura con il precedente equilibrio istituzionale.
Durante il ventennio, la riorganizzazione ministeriale rispose a una duplice logica: da un lato, il rafforzamento dell'apparato centrale per consolidare il controllo politico del Partito Nazionale Fascista; dall'altro, l'adattamento della macchina amministrativa a obiettivi di sviluppo economico, gestione coloniale e preparazione bellica. Gli interventi furono frequenti e incisivi, attuati soprattutto tramite Regio decreto e legge, e riguardarono sia fusioni e soppressioni di dicasteri esistenti, sia la creazione di nuove strutture con competenze specifiche in settori considerati strategici dal regime, come la propaganda, l'economia corporativa e la produzione industriale di guerra.
Le modifiche interessarono ambiti diversi: furono accorpati ministeri economici per centralizzare la politica industriale; vennero riorganizzate le competenze nei trasporti e nelle comunicazioni; furono istituite amministrazioni specializzate per la gestione delle colonie e per l'attuazione della legislazione corporativa; nacquero dicasteri interamente dedicati alla produzione bellica o al controllo dei mezzi di informazione.
Tra i principali provvedimenti di modifica si ricordano:
- R.d. 16 novembre 1922, n. 1459 – istituzione del Commissariato generale per i servizi della Marina militare in sostituzione del Sottosegretariato per la Marina militare, soppresso con R.d. 30 aprile 1924, n. 596;[6]
- R.d. 31 dicembre 1922, n. 1700 – soppressione del Ministero del tesoro mediante revoca dei decreti istitutivi;[7]
- R.d. 24 gennaio 1923, n. 62 – istituzione del Commissariato generale per l'aeronautica, poi elevato a ministero con R.d. 30 agosto 1925, n. 1513;[8]
- R.d. 25 febbraio 1923, n. 391 – soppressione del Ministero per le terre liberate dal nemico e redistribuzione delle competenze;[9]
- R.d. 27 aprile 1923, n. 915 – soppressione del Ministero del lavoro e della previdenza sociale, le cui competenze passarono al Ministero dell'economia nazionale;[10]
- R.d. 5 luglio 1923, n. 1439 – fusione del Ministero dell'agricoltura e del Ministero dell'industria e commercio nel Ministero dell'economia nazionale, poi sciolto nel 1929;[11]
- R.d. 30 aprile 1924, n. 596 – ridenominazione del Ministero delle poste e dei telegrafi in Ministero delle comunicazioni, con ampliamento delle competenze;[12]
- L. 24 dicembre 1925, n. 2263 – trasformazione della Presidenza del Consiglio dei ministri del Regno d'Italia in Capo del Governo, Primo Ministro Segretario di Stato;[13]
- R.d. 2 luglio 1926, n. 1131 – istituzione del Ministero delle corporazioni, organo centrale dell'economia corporativa;[14]
- R.d. 12 settembre 1929, n. 1661 – sostituzione del Ministero della pubblica istruzione con il Ministero dell'educazione nazionale;[15]
- R.d. 20 luglio 1932, n. 884 – attribuzione delle competenze sui culti al Ministero dell'interno e ridenominazione in Ministero di grazia e giustizia;[16]
- R.d. 11 gennaio 1937, n. 4 – conferimento al Segretario del Partito Nazionale Fascista del titolo di ministro, con diritto di iniziativa legislativa dal 1941;[17]
- R.d. 8 aprile 1937, n. 43 – ridenominazione del Ministero delle colonie in Ministero dell'Africa Italiana;[18]
- R.d. 27 maggio 1937, n. 752 – trasformazione del Ministero per la stampa e la propaganda in Ministero della cultura popolare;[19]
- R.d. 20 novembre 1937, n. 1928 – elevazione del Sottosegretariato per gli scambi e le valute a ministero;[20]
- R.d. 6 febbraio 1943, n. 24 – istituzione del Ministero della produzione bellica per coordinare lo sforzo industriale bellico.[21]

### L'avvento della Costituzione
Con l'entrata in vigore della Costituzione della Repubblica Italiana, pubblicata in Gazzetta Ufficiale il 27 dicembre 1947 ed entrata in vigore il 1º gennaio 1948, fu definito il quadro normativo fondamentale per la composizione, le attribuzioni e i rapporti del Governo nel nuovo ordinamento repubblicano. Gli articoli 92–96 della Parte II, Titolo III, Sezione I stabilirono che il Presidente della Repubblica nomina il Presidente del Consiglio e, su proposta di questo, i ministri; il Consiglio dei ministri è formato dal Presidente del Consiglio e dai ministri, collettivamente responsabili degli atti dell'esecutivo.
L'articolo 93 stabilì l'obbligo per il Presidente del Consiglio e i ministri di giurare fedeltà alla Repubblica e di osservare lealmente la Costituzione davanti al Presidente della Repubblica, prima di assumere le funzioni. Gli articoli 94 e 95 disciplinarono il rapporto di fiducia con le Camere, il funzionamento del Consiglio dei ministri e il principio di responsabilità politica collegiale e individuale. L'articolo 96 introdusse inoltre la responsabilità penale dei membri del Governo per i reati commessi nell'esercizio delle funzioni, secondo le modalità stabilite da legge costituzionale.
L'assetto delineato dalla Costituzione rappresentò una netta discontinuità rispetto al precedente ordinamento monarchico, in cui il capo del governo era nominato e revocato dal Re senza vincolo di fiducia parlamentare. La forma di governo parlamentare introdotta nel 1948 si fondò invece sul rapporto fiduciario tra l'esecutivo e il Parlamento, sancendo la centralità delle assemblee elettive nel controllo politico del Governo.
Sul piano organizzativo, per oltre quarant'anni la disciplina della Presidenza del Consiglio e del funzionamento del Consiglio dei ministri si basò principalmente su prassi e regolamenti interni. Solo con la legge 23 agosto 1988, n. 400 si ebbe una regolamentazione organica dell'attività di Governo e dell'ordinamento della Presidenza del Consiglio dei ministri. Tale legge definì nel dettaglio:
- le attribuzioni del Presidente del Consiglio, tra cui la direzione della politica generale del Governo e il coordinamento dell'attività dei ministri;
- la convocazione e la presidenza del Consiglio dei ministri;
- la tipologia degli atti governativi (decreti-legge, decreti legislativi, regolamenti, deliberazioni);
- il regolamento interno del Consiglio dei ministri.[25]

### La "riforma Bassanini" del 1999
Il numero e le deleghe dei ministri sono variate nel tempo da 20 a 25 unità circa, compresi i Ministri senza portafoglio.
Il primo tentativo di riforma organica della Presidenza del Consiglio, della struttura del Consiglio dei Ministri e dell'ordinamento dei ministeri fu quello elaborato da Franco Bassanini, ministro della funzione pubblica nel governo Prodi I con il decreto legislativo 30 luglio 1999, n. 300. Tale provvedimento ha delineato un nuovo assetto dell'organizzazione ministeriale, muovendo in tre diverse direzioni.
Innanzitutto, fu operata una riduzione degli apparati ministeriali: i ministeri sono divenuti dodici; il personale è stato raggruppato in un ruolo unico, in modo da assicurarne la mobilità; si è sancito il principio della flessibilità nell'organizzazione, stabilendo — salvo che per quanto attiene al numero, alla denominazione, alle funzioni dei ministeri e al numero delle loro unità di comando — una ampia delegificazione in materia.
In secondo luogo, in un'ottica policentrista, venivano istituite dodici Agenzie indipendenti (da non confondere con le Autorità amministrative indipendenti), con funzioni tecnico-operative che richiedono particolari professionalità e conoscenze specialistiche, nonché specifiche modalità di organizzazione del lavoro.
In terzo luogo, si è provveduto alla concentrazione degli uffici periferici dell'amministrazione statale con la creazione degli Uffici Territoriali del Governo (UTG), che hanno assorbito le Prefetture.
I 12 ministeri previsti erano:
1. Ministero degli affari esteri, che attende ai rapporti internazionali
2. Ministero dell'interno, che ha attribuzioni differenziate: tutela della sicurezza pubblica, protezione civile, cittadinanza e immigrazione, funzionamento degli enti locali
3. Ministero della giustizia, che si occupa prevalentemente dell'amministrazione degli organi giudiziari, svolgendo anche le funzioni dell'ufficio di Guardasigilli
4. Ministero della difesa, che è preposto alla gestione delle forze armate
5. Ministero dell'economia e delle finanze, che provvede essenzialmente alla politica di gestione della spesa, di bilancio e fiscale, nonché delle entrate finanziarie dello Stato
6. Ministero delle attività produttive, che esercita le attribuzioni in materia di industria, commercio e artigianato, rapporti commerciali con l'estero, comunicazioni, turismo
7. Ministero delle politiche agricole e forestali, che esercita le competenze in materia di agricoltura, trasformazione agroalimentare, gestione delle foreste e della pesca, sia in campo nazionale sia in campo europeo
8. Ministero dell'ambiente e della tutela del territorio, che sovrintende alla promozione, alla conservazione e al recupero delle condizioni ambientali e del patrimonio naturale nazionale
9. Ministero delle infrastrutture e dei trasporti, che si occupa della politica delle infrastrutture, gestisce e organizza il sistema dei trasporti
10. Ministero del lavoro, della salute e delle politiche sociali, che è competente in materia di lavoro, previdenza sociale, tutela della salute e coordinamento dei servizi sanitari regionali
11. Ministero dell'istruzione, dell'università e della ricerca, che amministra il sistema formativo pubblico scolastico, il sistema formativo pubblico universitario e la ricerca scientifica e tecnologica
12. Ministero per i beni e le attività culturali, che assicura la tutela, la promozione e la valorizzazione del patrimonio culturale e delle attività culturali

Le 12 agenzie previste erano:
1. Agenzia di protezione civile (Interno)
2. Agenzia delle entrate (Economia e finanze)
3. Agenzia delle dogane (Economia e finanze)
4. Agenzia del territorio (Economia e finanze)
5. Agenzia del demanio (Economia e finanze)
6. Agenzia industrie difesa (Difesa)
7. Agenzia per le normative ed i controlli tecnici (Attività produttive)
8. Agenzia per la proprietà industriale (Attività produttive)
9. Agenzia per la protezione dell'ambiente e per i servizi tecnici (Ambiente e tutela del territorio)
10. Agenzia dei trasporti terrestri e delle infrastrutture (Infrastrutture e trasporti)
11. Agenzia per la formazione e l'istruzione professionale (Lavoro, salute e politiche sociali - Istruzione, università e ricerca)
12. Agenzia per il servizio civile (Presidenza del Consiglio dei ministri)

Era previsto che la riforma entrasse in vigore con la XIV Legislatura, ma non entrò mai in vigore integralmente, poiché il II Governo Berlusconi la modificò alla sua entrata in carica. I ministeri aumentarono e solo alcune delle agenzie furono costituite: l'Agenzia per la Protezione Civile, che venne poi abolita e riconfluì nel vecchio Dipartimento della Protezione Civile, le Agenzie del Ministero dell'Economia (Agenzia delle Entrate, Agenzia delle Dogane, Agenzia del Territorio, Agenzia del Demanio), istituite nel 1999, in deroga alla generale entrata in vigore della Riforma Bassanini nel 2001, l'Agenzia per la Protezione dell'Ambiente e per i servizi Tecnici (APAT) e l'Agenzia Industrie Difesa, istituite nel 2001.

### Lospacchettamentodel 2001
Con il decreto legge n. 217/2001, convertito nella legge n. 317/2001 (governo Berlusconi II), il numero dei ministeri è stato aumentato a 14:
- il Ministero del lavoro, della salute e delle politiche sociali è stato diviso in Ministero della salute e Ministero del lavoro e delle politiche sociali
- dal Ministero delle attività produttive è stato separato il Ministero delle comunicazioni

### Lospacchettamentodel 2006
Con il decreto legge n. 181/2006 convertito nella legge 233/2006 (governo Prodi II), il numero dei ministeri è stato aumentato a 18:
- il Ministero delle attività produttive diventa Ministero dello sviluppo economico da cui si è separato il Ministero del commercio internazionale
- il Ministero dell'istruzione, dell'università e della ricerca è stato diviso in Ministero della pubblica istruzione e Ministero dell'università e della ricerca
- il Ministero delle infrastrutture e dei trasporti è stato diviso in Ministero delle infrastrutture e Ministero dei trasporti
- il Ministero del lavoro e della politiche sociali è stato diviso in Ministero del lavoro e della previdenza sociale e Ministero della solidarietà sociale

### Il ritorno della "Bassanini" nel 2007
All'interno della legge finanziaria 2008, sull'onda della polemica sul numero record dei membri del governo e sui costi della politica, viene ripristinato dalla XVI legislatura lo spirito della "riforma Bassanini" varata nel 1999 e sino ad allora più volte emendata, ristabilendo in 12 il numero dei ministeri:
1. Ministero degli affari esteri
2. Ministero dell'interno
3. Ministero della giustizia
4. Ministero della difesa
5. Ministero dell'economia e delle finanze
6. Ministero dello sviluppo economico
7. Ministero delle politiche agricole alimentari e forestali
8. Ministero dell'ambiente e della tutela del territorio e del mare
9. Ministero delle infrastrutture e dei trasporti
10. Ministero del lavoro, della salute e delle politiche sociali
11. Ministero dell'istruzione, dell'università e della ricerca
12. Ministero per i beni e le attività culturali

Viene inoltre fissata a 60 unità la quota massima di ministri, ministri senza portafoglio, viceministri e sottosegretari compresi della formazione di governo. Nella composizione del governo Berlusconi IV viene data attuazione a tale disposizione.

### Le modifiche del 2009
Con la legge 13 novembre 2009 n. 172 il Ministero del lavoro, della salute e delle politiche sociali viene suddiviso in due: il Ministero del lavoro e delle politiche sociali e il Ministero della salute, portando a 13 il numero dei dicasteri e a 63 il numero massimo totale dei membri del governo. Tale numero è stato poi elevato a 65 dall'art. 15, co. 3 bis, del Decreto Legge 30 dicembre 2009, n. 159, convertito in l. n. 26 del 2010.

### Le modifiche dei governi Letta e Renzi
Nel 2013 il Ministero per i beni e le attività culturali assorbe le competenze riguardanti le politiche per il turismo e assume la nuova denominazione di Ministero per i beni e le attività culturali e per il turismo.
Nel 2014 anche il nome del Ministero degli affari esteri cambia in Ministero degli affari esteri e della cooperazione internazionale.

### Le modifiche dei governi Conte I e II
Nel 2018, durante il governo Conte I, le competenze riguardanti le politiche per il turismo passano dal Ministero dei beni e delle attività culturali e del turismo al Ministero delle politiche agricole alimentari e forestali, che di conseguenza diventa Ministero delle politiche agricole alimentari, forestali e del turismo. Nel 2019, con il secondo governo Conte, la delega al turismo torna nuovamente al MiBAC, che ha così riassunto la denominazione di Ministero per i beni e le attività culturali e per il turismo.
Dal 28 dicembre dello stesso anno il governo annuncia lo scorporo del MIUR, dando vita a due ministeri indipendenti: il Ministero dell'istruzione e il Ministero dell'università e della ricerca. Tali dicasteri diventano operativi a partire dal 10 gennaio 2020, portando così a 14 il numero dei ministeri.

### Le modifiche nel governo Draghi
Per effetto del decreto-legge n. 22 del 2021, il Ministero delle infrastrutture e dei trasporti è stato ridenominato  Ministero delle infrastrutture e della mobilità sostenibili; il Ministero dell'ambiente e della tutela del territorio e del mare ha assunto il nome di Ministero della transizione ecologica, al quale sono state altresì attribuite le competenze in materia energetica in precedenza assegnate al Ministero dello sviluppo economico; il Ministero per i beni e le attività culturali e per il turismo è stato "spacchettato" in due distinti dicasteri, il Ministero della cultura e il Ministero del turismo, portando così a 15 il numero dei ministeri in funzione nel governo Draghi.

### Le modifiche nel governo Meloni
Con il governo Meloni i dicasteri sono rimasti 15, ma cinque di essi hanno parzialmente cambiato funzione e, di conseguenza, anche denominazione:
- il Ministero dello sviluppo economico è divenuto Ministero delle imprese e del made in Italy,
- il Ministero delle politiche agricole alimentari e forestali è divenuto Ministero dell'agricoltura, della sovranità alimentare e delle foreste,
- il Ministero della transizione ecologica è divenuto Ministero dell'ambiente e della sicurezza energetica,
- il Ministero dell'istruzione è divenuto Ministero dell'istruzione e del merito,
- il Ministero delle infrastrutture e della mobilità sostenibili è tornato alla precedente denominazione di Ministero delle infrastrutture e dei trasporti.

Pertanto attualmente i ministeri sono:
1. Ministero degli Affari Esteri e della Cooperazione Internazionale
2. Ministero dell'Interno
3. Ministero della Giustizia
4. Ministero della Difesa
5. Ministero dell'Economia e delle Finanze
6. Ministero delle Imprese e del Made in Italy
7. Ministero dell'Agricoltura, della Sovranità alimentare e delle Foreste
8. Ministero dell'Ambiente e della Sicurezza energetica
9. Ministero delle Infrastrutture e dei Trasporti
10. Ministero del Lavoro e delle Politiche Sociali
11. Ministero dell'Istruzione e del Merito
12. Ministero dell'Università e della Ricerca
13. Ministero della Salute
14. Ministero della Cultura
15. Ministero del Turismo

## Struttura tipica
Generalmente, la struttura è costituita dai seguenti organi e uffici:
- ministro;
- sottosegretario;
- gabinetto del ministro;
- consiglio di amministrazione;
- segretario generale;
- dipartimento, direzione generale, reparto, divisione, sezione.

### Ministro
Il ministro (dal latino minister [minus] che significa servo, ovvero, servitore dello Stato per quel determinato ambito) è il capo del ministero ed è membro del corpo politico. Propone al Consiglio dei ministri la nomina dei dirigenti con funzioni generali, dirige l'azione amministrativa e adotta le decisioni di maggiore importanza.
Vi sono anche ministri detti senza portafoglio, perché questi dicasteri non hanno autonomia di spesa (ad esempio, il Ministro per i rapporti con il Parlamento).
A ogni ministro è affidato un singolo Ministero che deve occuparsi dei problemi relativi ad alcuni temi specifici (es: ministero della giustizia, della difesa, ecc.).

### Sottosegretario
Anch'egli è prescelto nell'ambito del corpo politico e si chiama così perché il ministro è segretario di Stato. Esso è, però, organo ausiliario, non vicario del ministro: cioè aiuta il ministro, ma non agisce in sua vece.
Al sottosegretario (o ai sottosegretari, perché ce n'è più di uno per ministero, anche se il loro numero è variabile) non spettano competenze proprie, ma solo quelle che vengono loro delegate dal ministro. Se a un sottosegretario sono conferite deleghe relative all'intera area di competenza di una o più strutture dipartimentali, può essergli attribuito il titolo di vice-ministro.

### Gabinetto del ministro
È composto dal capo di gabinetto, dall'ufficio legislativo e dalla segreteria particolare, ognuno con un suo capo. Con il variare dei Governi (ministri e, di conseguenza, sottosegretari) variano anche i componenti del gabinetto. Il gabinetto ha funzioni di ausilio del ministro e di coordinamento.

### Consiglio di amministrazione
Presieduto dal ministro e composto da direttori generali e da rappresentanti eletti dal personale, ha una struttura stabile e compiti che riguardano l'organizzazione del lavoro nel ministero.

### Segretario generale
È presente solo in alcuni ministeri (ad esempio, Ministero degli affari esteri e della difesa) e ha compiti di coordinamento.

### Dipartimento, direzione generale, divisione
Sono le articolazioni organizzative interne del ministero. Ve ne sono diverse in ogni ministero.
Il dipartimento è la struttura di primo livello di alcuni ministeri (alternativa a quella basata sulle direzioni generali) e della Presidenza del consiglio; possono a loro volta raggruppare più direzioni centrali, divisioni, sezioni e uffici.

## Ministeri della Repubblica Italiana
Attualmente i dicasteri presenti nel governo della Repubblica Italiana sono 15. Tutti i ministeri hanno sede a Roma.
| Dicastero                                                              | Ministro                       | Sede                                            | Sede                        |
| Dicastero                                                              | Ministro                       | Edificio                                        | Indirizzo                   |
| ---------------------------------------------------------------------- | ------------------------------ | ----------------------------------------------- | --------------------------- |
| Ministero degli affari esteri e della cooperazione internazionale      | Antonio Tajani (FI)            | Palazzo della Farnesina                         | Piazzale della Farnesina, 1 |
| Ministero dell'interno                                                 | Matteo Piantedosi (ind.)       | Palazzo del Viminale                            | Piazza del Viminale, 1      |
| Ministero della giustizia                                              | Carlo Nordio (FdI)             | Palazzo Piacentini                              | Via Arenula, 70             |
| Ministero della difesa                                                 | Guido Crosetto (FdI)           | Palazzo Baracchini                              | Via XX settembre, 8         |
| Ministero dell'economia e delle finanze                                | Giancarlo Giorgetti (LSP)      | Palazzo delle Finanze                           | Via XX settembre, 97        |
| Ministero delle imprese e del made in Italy                            | Adolfo Urso (FdI)              | Palazzo Piacentini                              | Via Vittorio Veneto, 33     |
| Ministero dell'agricoltura, della sovranità alimentare e delle foreste | Francesco Lollobrigida (FdI)   | Palazzo dell'Agricoltura                        | Via XX settembre, 20        |
| Ministero dell'ambiente e della sicurezza energetica                   | Gilberto Pichetto Fratin (FI)  |                                                 | Via Cristoforo Colombo, 44  |
| Ministero delle infrastrutture e dei trasporti                         | Matteo Salvini (LSP)           | Villa Patrizi                                   | Piazzale di Porta Pia, 1    |
| Ministero del lavoro e delle politiche sociali                         | Marina Elvira Calderone (Ind.) | Palazzo Balestra                                | Via Vittorio Veneto, 56     |
| Ministero dell'istruzione e del merito                                 | Giuseppe Valditara (LSP)       | Palazzo del Ministero della pubblica istruzione | Viale di Trastevere, 76     |
| Ministero dell'università e della ricerca                              | Anna Maria Bernini (FI)        |                                                 | Largo Antonio Ruberti, 1    |
| Ministero della cultura                                                | Alessandro Giuli (Ind.)        | Collegio Romano                                 | Via del Collegio Romano, 27 |
| Ministero della salute                                                 | Orazio Schillaci (Ind.)        |                                                 | Viale Giorgio Ribotta, 5    |
| Ministero del turismo                                                  | Daniela Santanchè (FdI)        |                                                 | Via di Villa Ada, 55        |

Le funzioni di alcune strutture della Presidenza del Consiglio, come dipartimenti o uffici, possono poi essere affidate ad appositi ministri senza portafoglio, benché con funzioni e denominazioni differenti da governo a governo, spesso a causa di accorpamenti o divisioni tra diverse deleghe, le quali possono essere affidate anche a sottosegretari o a titolari di ministeri con portafoglio anziché a specifici ministri senza portafoglio. Nello specifico, tuttavia, praticamente tutti i governi dagli anni 1950 in poi hanno sempre annoverato ministri per i rapporti con il Parlamento e ministri per la pubblica amministrazione. In maniera simile, sin dall'entrata in funzione delle 15 regioni a statuto ordinario nel 1970 si sono quasi sempre avuti ministri per gli affari regionali, e sin dagli anni 1980 ministri per gli affari europei, per i rapporti con le istituzioni della CEE e poi UE.
Questa la situazione nell'attuale governo Meloni:
| Ministro senza portafoglio                                           | Titolare                                | Dipartimento della Presidenza del Consiglio                             | Sede                                                        | Fotografia |
| -------------------------------------------------------------------- | --------------------------------------- | ----------------------------------------------------------------------- | ----------------------------------------------------------- | ---------- |
| Ministro per i rapporti con il Parlamento                            | Luca Ciriani (FdI)                      | Dipartimento per i rapporti con il Parlamento                           | Largo Chigi, 19                                             |            |
| Ministro per la pubblica amministrazione                             | Paolo Zangrillo (FI)                    | Dipartimento della funzione pubblica                                    | Palazzo Vidoni Caffarelli - corso Vittorio Emanuele II, 116 |            |
| Ministro per gli affari regionali e le autonomie                     | Roberto Calderoli (LSP)                 | Dipartimento per gli affari regionali e le autonomie                    | Palazzo Cornaro - via della Stamperia, 8                    |            |
| Ministro per la protezione civile e le politiche del mare            | Nello Musumeci (FdI)                    | Dipartimento della protezione civile                                    | Via Ulpiano, 11                                             |            |
| Ministro per gli affari europei, le politiche di coesione e il PNRR  | Tommaso Foti (FdI)                      | Dipartimento per le politiche europee                                   | Largo Chigi, 19                                             |            |
| Ministro per gli affari europei, le politiche di coesione e il PNRR  | Tommaso Foti (FdI)                      | Dipartimento per le politiche di coesione                               | Largo Chigi, 19                                             |            |
| Ministro per lo sport e i giovani                                    | Andrea Abodi (Ind.)                     | Dipartimento per lo sport                                               | Via della Ferratella in Laterano, 51                        |            |
| Ministro per lo sport e i giovani                                    | Andrea Abodi (Ind.)                     | Dipartimento per le politiche giovanili e il servizio civile universale | Via della Mercede, 9                                        |            |
| Ministra per la famiglia, la natalità e le pari opportunità          | Eugenia Maria Roccella (FdI)            | Dipartimento per le politiche della famiglia                            | Palazzo dell'INAIL - via IV Novembre, 144                   |            |
| Ministra per la famiglia, la natalità e le pari opportunità          | Eugenia Maria Roccella (FdI)            | Dipartimento per le pari opportunità                                    | Largo Chigi, 19                                             |            |
| Ministra per le disabilità                                           | Alessandra Locatelli (LSP)              | Dipartimento per le disabilità                                          | Largo Chigi, 19                                             |            |
| Ministra per le riforme istituzionali e la semplificazione normativa | Maria Elisabetta Alberti Casellati (FI) | Dipartimento per le riforme istituzionali                               | Largo Chigi, 19                                             |            |
| Ministra per le riforme istituzionali e la semplificazione normativa | Maria Elisabetta Alberti Casellati (FI) | Unità per la semplificazione                                            | Largo Chigi, 19                                             |            |